# Theodosios
Theodosios ist ein männlicher Vorname.

## Herkunft und Bedeutung
Der Name ist altgriechischen Ursprungs (Θεοδόσιος Theodósios) und bedeutet ‚Gottesgeschenk‘ (θεός theós, deutsch ‚Gott, Gottheit‘ und δόσις dósis, deutsch ‚Gabe, Geschenk‘). Inschriftlich ist der Name seit der 2. Hälfte des 2. Jahrhunderts v. Chr. belegt.

## Namenstag
- 11. Januar; Theodosios der Koinobiarch (* um 424; † 529), katholischer und orthodoxer Heiliger.[3]

## Varianten
Die weibliche Form des Vornamens lautet Theodosia.
Gängige Varianten des Namens in anderen Sprachen sind:
- lateinisch: Theodosius
- portugiesisch: Teodósio
- russisch: Феодосий

## Bekannte Namensträger

### Antike
- Theodosios von Bithynien, griechischer Mathematiker und Astronom (1. Jahrhundert v. Chr.), auch Theodosios von Tripolis genannt
- Theodosios von Tripolis, griechischer Dichter
- Macrobius Ambrosius Theodosius, meist nur Macrobius genannt, römischer Grammatiker und Philosoph (395–423)
- Flavius Theodosius, römischer Heermeister, Vater Theodosius’ I. († 376)
- Theodosius I., auch Theodosius der Große genannt, oströmischer Kaiser, letzter Kaiser des Gesamtreiches (347–395)
- Theodosius II., oströmischer Kaiser (401–450)
- Theodosius (Archidiakon), Archidiakon (?) aus Nordafrika, gilt als Verfasser einer Schrift De situ terrae sanctae (zwischen 518 und 530)
- Theodosios I. von Alexandria, Patriarch von Alexandria von 535 bis 536
- Theodosios (III.), ältester Sohn des oströmischen Kaisers Maurikios

### Mittelalter
- Theodosios III., byzantinischer Kaiser von 715 bis 717
- Theodosios (Jerusalem), Gegenpatriarch von Jerusalem am Ende des 8. Jahrhunderts
- Theodosios (Patriarch), Patriarch von Jerusalem zwischen 869 und 879
- Theodosios (Patriarch von Antiochien) († 896)
- Theodosius von Kiew, russischer Heiliger des 11. Jhs.
- Theodosios II. von Alexandria, Patriarch von Alexandria im 12. Jh.
- Theodosios I. Borradiotes, Patriarch von Konstantinopel 1179–1183
- Theodosios Branas, auch Theodoros Branas, byzantinischer Adliger zur Zeit des Vierten Kreuzzuges (1202/04)
- Theodosios von Tarnowo, bulgarischer Theologe († 1363)
- Theodosios Kyprios, byzantinischer Höfling und angeblicher Verschwörer († nach 1414)
- Theodosios (Metropolit), Metropolit von Moskau von 1461 bis 1464
- Theodosios II. (Patriarch), Patriarch von Konstantinopel 1769–1773

### Neuzeit
- Theodosios Zygomalas, griechischer Gelehrter (* 1544; † 1607)
- Theodosius Harnack, deutscher Theologe (* 1817; † 1889)
- Teodósio Clemente de Gouveia, Erzbischof von Maputo (* 1889; † 1962)
- Theodosius Dobzhansky, russisch-US-amerikanischer Wissenschaftler (* 1900; † 1975)
- Stephanos Theodosius, orthodoxer Priester der Malankara Orthodox-Syrischen Kirche und Metropolit von Kalkutta (1924; † 2007)
- Geevarghese Mar Theodosius (* 1949), Bischof von Nordamerika und Europa der Mar-Thoma-Kirche